# 천사리
천샤리(Sally Chen, 1948년 11월 1일 ~ )는 중화민국의 배우, 영화배우, 텔레비전 배우이다.

## 출연 작품
- 다시 사랑할 수 있을까 (2015)
- 위황후전 (2014)
- 류루적신낭 (2012)
- 후궁의 남자 (2011)
- 경자풍운 (2006)
- 신홍루몽 (1978)
- 광풍폭우 (1973)

## 같이 보기
- 다이춘룽